# Beyond Eyes
Beyond Eyes est un jeu vidéo d'aventure développé par Tiger & Squid, et édité par Team17, sorti en 2015 sur de multiples plateformes,,,,,,.